# Nati con la camicia
Nati con la camicia (Dos supersuperesbirros (España), Dos locos con suerte (Hispanoamérica)) es una película de comedia italoestadounidense de 1983 dirigida por Enzo Barboni y protagonizada por Terence Hill y Bud Spencer.

#### Título original y traducción
La traducción aproximada de la expresión del título original en italiano Nati con la camicia al español sería: Nacido con camisa /  Nacido con la camisa / Nacido con la camisa puesta, y alude a que alguien es muy afortunado, similar a "nacer con buena estrella".

## Argumento
Rosco es un simpático viajero, que vagabundea por las autopistas. Doug es un gigante barbudo, que acaba de salir de prisión. El mismo día Rosco es casi atropellado por un enorme camión conducido por dos hombres fuertes. Doug, recién salido de prisión, está disfrutando de su comida en un área de descanso, cuando Rosco descubre al camión, que casi lo atropelló, aparcado allí. Con la ayuda de Doug, Rosco consigue vengarse de ellos.
Al marcharse se suben a un camión, creyendo cada uno de ellos que pertenece al otro. Más tarde son parados por la policía, pero consiguen escapar. En el aeropuerto más cercano, Rosco consigue convencer al empleado de las reservas que son los últimos pasajeros, Steinberg y Mason, a los que están llamando por altavoces. Sin embargo no sabe, que en realidad estas dos personas son agentes especiales viajando en una misión especial. Antes de que el avión despegue un hombre les da un maletín que contiene algunos documentos y un millón de dólares en metálico. Una vez que han aterrizado en Miami, ambos son recibidos por agentes de la CIA.

## Reparto
| Actor            | Perosnaje                |
| ---------------- | ------------------------ |
| Terence Hill     | Rosco Frazer/ Steinberg  |
| Bud Spencer      | Doug O'Riordan/ Mason    |
| Buffy Dee        | K1                       |
| David Huddleston | Tiger                    |
| Riccardo Pizzuti | Doctor Spider            |
| Faith Minton     | La fatalona              |
| Dan Rambo        | Jeremy Scott             |
| Susan Teesdale   | Mujer del bar            |
| Dan Fitzgerald   | Hotel Conserje           |
| Al Nestor        | Vendedor de hamburguesas |

## Producción
La película se filmó en Florida, principalmente en Miami. También se filmó el filme en los Everglades, que está cerca de Miami. Finalmente cabe adicionalmente destacar, que el final de la película, que ocurre en el mar, se filmó en el crucero Carnivale, que fue puesto fuera de servicio en 2008.

## Recepción
Hoy en día la película ha sido valorada en portales cinematográficos. En el portal cinematográfico IMDb, con aproximadamente 11000 votos registrados al respecto, la obra cinematográfica obtiene en ese portal una media ponderada de 7,1 sobre 10. En cuanto a Rotten Tomatoes, los más de 250 votos registrados en el portal dieron al filme una valoración media de 3,5 de 5. También cabe destacar, que en La Vanguardia el 69 % de los usuarios registrados allí le dieron una valoración positiva.